# Асизи
Асизи (итал. Assisi) град је у средишњој Италији. Асизи је шести по величини град округа Перуђа у оквиру италијанске покрајине Умбрија.
Асизи је чувен као место рођења Светог Фрање Асишког, једног од највећих светитеља римокатоличке цркве. Стога је град место ходочашћа овог светитеља за Западни свет, а како је Црква посвећена њему прворазредно дело, она је уведена на списак светске културне баштине УНЕСКОа.

## Природне одлике
Град Асизи налази се у средишњем делу Италије, у северном делу Умбрије. Град се сместио на веома необичном месту, на стрмој падини изнад које се издижу Апенини.

## Историја
1997. године град и околину је задесио снажан земљотрес, који је веома оштетио град и његове знаменитости.

## Становништво
Према резултатима пописа становништва 2011. у општини је живело 27.377 становника.
| 1931.  | 1936.  | 1951.  | 1961.  | 1971.  | 1981.  | 1991.  | 2001.  | 2011.  |
| ------ | ------ | ------ | ------ | ------ | ------ | ------ | ------ | ------ |
| 21.173 | 22.514 | 24.206 | 24.372 | 24.002 | 24.664 | 24.626 | 25.304 | 27.377 |

Асизи данас има око 27.000 становника (бројчано шести град у округу), махом Италијана. Последњих деценија број становника у граду стагнира.

## Партнерски градови
- Витлејем
- Сантијаго де Компостела
- Сан Франциско
- Вадовице
- Монте Сант’Анђело
- Рипакандида

## Галерија
- Црква св. Фрање Асишког
- Градска катедрала посвећена св. Руфину
- Улица средњовековног Асизија
- Општински трг